# Banansnigelspinnare
Banansnigelspinnare, Phobetron hipparchia är en fjärilsart som beskrevs av Pieter Cramer 1777. Banansnigelspinnare ingår i släktet Phobetron och familjen snigelspinnare, Limacodidae. Banansnigelspinnare förekommer normalt inte i Sverige utan är införd med bananer. Den hittas oftast som kokong på bananskal. Inga underarter finns listade i Catalogue of Life.

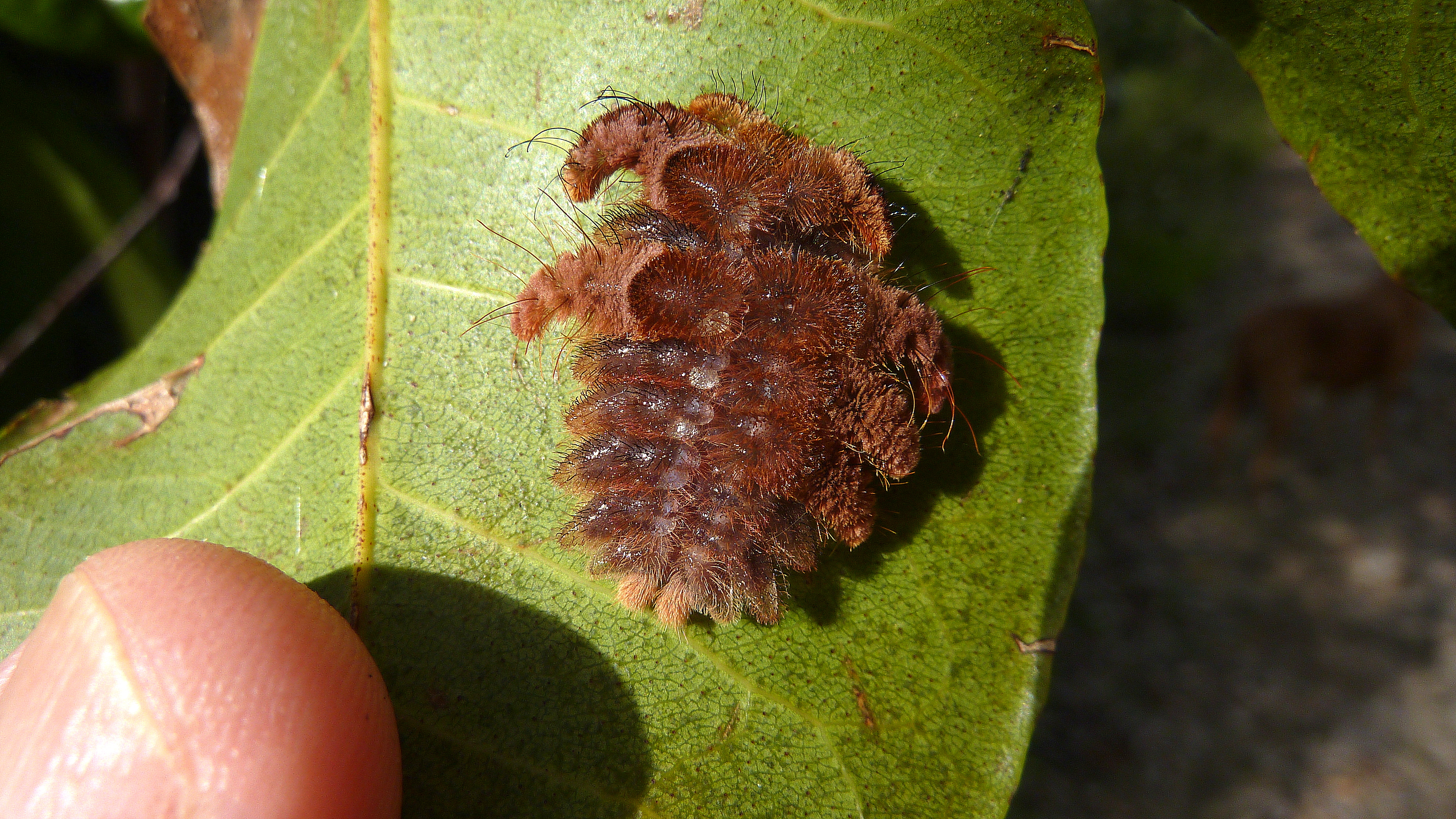
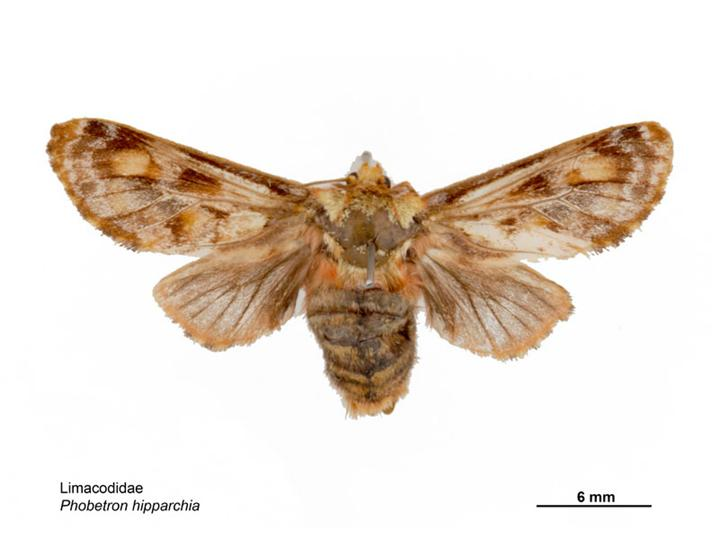
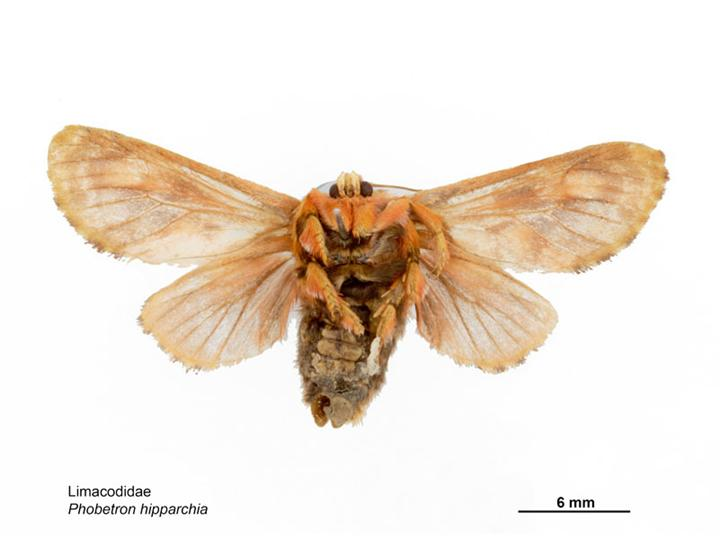